# Générateur thermoélectrique à radioisotope multi-mission

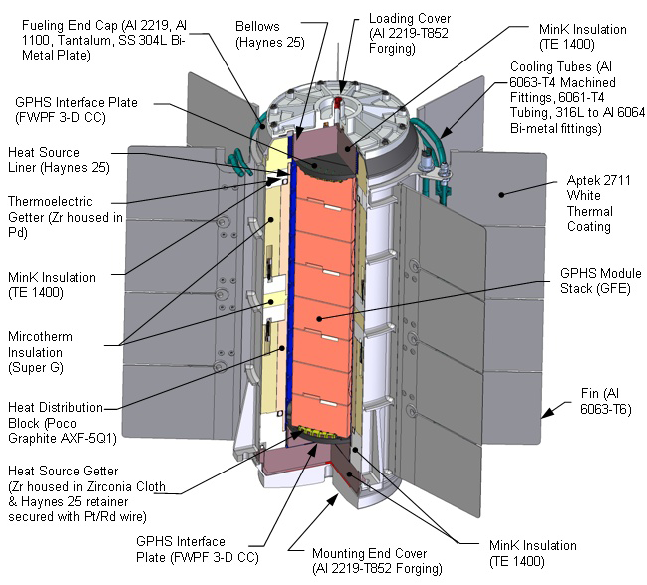
Schéma des constituants d'un MMRTG (en anglais).

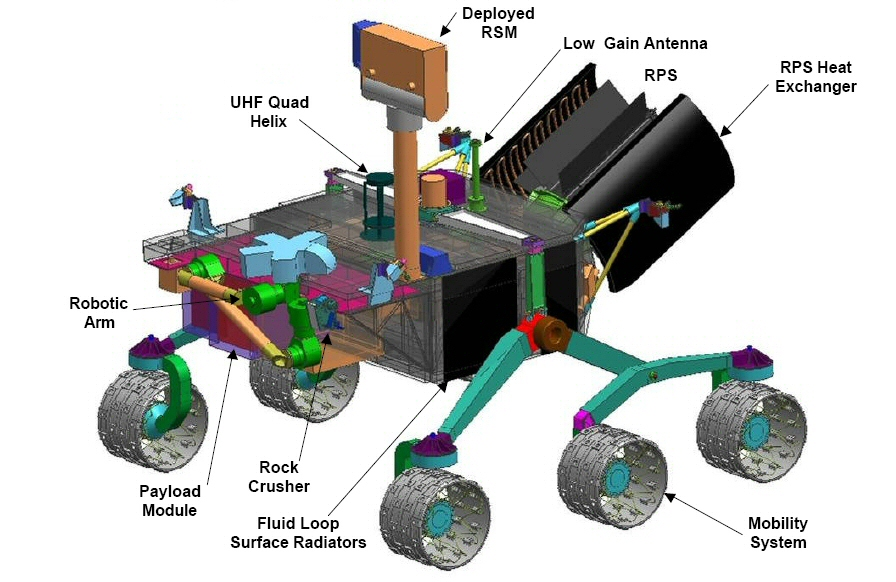
Curiosity, le rover de Mars Science Laboratory (en anglais), et son MMRTG au cœur du dispositif noir, visible à droite de l'image, à l'arrière de l'astromobile.

Un générateur thermoélectrique à radioisotope multi-mission (MMRTG en anglais, pour Multi-Mission Radioisotope Thermoelectric Generator) est un générateur thermoélectrique à radioisotope (RTG en anglais) de nouvelle génération utilisé par la NASA pour succéder aux GPHS-RTG des sondes Ulysses, Galileo, Cassini-Huygens et New Horizons. Cette technologie, développée par Boeing, est notamment mise en œuvre dans la réalisation de l'astromobile de la mission Mars Science Laboratory, lancée vers Mars le 26 novembre 2011.
La différence par rapport aux anciens GPHS-RTG réside dans les matériaux thermoélectriques : les GPHS-RTG utilisaient un alliage silicium-germanium, tandis que les MMRTG emploient des thermocouples en tellurure de plomb / tellurures d'antimoine, de germanium et d'argent (PbTe/TAGS en anglais).
Ces deux générateurs fonctionnent en revanche avec la même source de chaleur universelle (GPHS en anglais) au plutonium 238, mais dans une configuration plus réduite pour le MMRTG, qui n'utilise que huit modules d'éléments chauffants à radioisotope (RHU en anglais) représentant en tout 4,8 kg de dioxyde de plutonium pour une puissance nominale de 2 000 W thermiques convertis en 120 W électriques au lancement, tombant à 100 W électriques après 14 ans, dans un volume cylindrique de 64 cm de diamètre et 66 cm de haut, d'une masse totale vaut environ 43 kg.